# Lepo znamenje, Škofja Loka
Lepo znamenje je kapela v Škofji Loki, ki stoji na Kopališki ulici ob poti z Mestnega trga na Hudičevo brv in naprej v Puštal. Zgrajena je bila leta 1826 na mestu prejšnjega, lesenega znamenja.
V bližini stoji tudi vodnjak, zato je bil prostor nekdaj priljubljeno zbirališče krajanov. Po njem je dobila ime sosednja hiša, ki se ji je reklo »pri Znamčkarju«.